# Ectoedemia similigena
Ectoedemia similigena là một loài bướm đêm thuộc họ Nepticulidae.

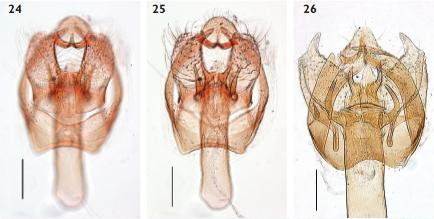
Male genitalia
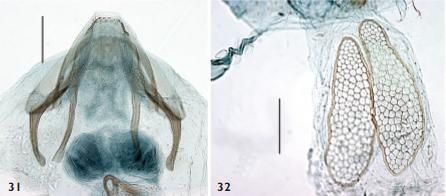
Female genitalia